# 카미유 주드르제브스키
카미유 주드르제브스키(프랑스어: Camille Jedrzejewski, 프랑스어 발음: [kamij ʒədʁəʒɛvski], 2002년 4월 25일~)는 프랑스의 사격 선수로 주 종목은 권총이다. 2024년 하계 올림픽 사격 여자 25m 권총 종목에서 은메달을 획득하였다.

## 경력
콩피에뉴의 폴란드계 가정에서 태어났다. 보르도 대학교에서 수학했다. 근대5종 유소년 선수로 활동했으나 프랑스 주니어 사격 국가대표 출신인 언니 마틸드의 영향으로 사격으로 전향했다.
2022년 2월 이집트 카이로에서 열린 2022년 ISSF 월드컵 파이널에 진출하여 25m 권총 종목에서 독일의 도렌 베네캄프와 오스트리아의 질비아 슈타이너를 꺾고 금메달을 획득했다. 같은 해 6월 알제리 오랑에서 열린 2022년 지중해 게임에 참가했으며 10m 공기권총 종목에서 그리스의 아나 코라카키의 뒤를 이어 은메달을 획득했다. 플로리앙 푸케와 출전한 10m 공기권총 혼성 단체전에서도 은메달을 획득했다.
2023년 6월 폴란드 크라쿠프에서 열린 2023년 유러피언 게임에 참가했으며 10m 공기권총 종목에서 개최국 폴란드의 클라우디아 브레시의 뒤를 이어 은메달을 획득했다. 셀린 고베르비유, 마틸드 라몰과 함께 참가한 10m 공기권총 단체전에서도 독일팀의 뒤를 이어 은메달을 획득했다.
2024년 8월에는 프랑스 파리에서 열린 2024년 하계 올림픽에 참가했다. 그녀는 사격 여자 25m 권총 종목에서 예선 7위로 결승에 진출했으며 결승에서 대한민국의 양지인의 뒤를 이어 은메달을 획득했다.